# 용지초등학교 (경남)
용지초등학교는 대한민국 경상남도 창원시에 있는 공립 초등학교이다.

## 학교 연혁
- 1983년 3월 7일: 개교
- 1986.03.05 병설유치원 개원
- 1996.03.01 용지초등학교 개칭

## 참고 자료
- 용지초등학교 - 한국교육학술정보원 학교알리미